# Partido Librepensador Alemán
El Partido Librepensador Alemán (en alemán: Deutsche Freisinnige Partei, abreviado DFP), a veces también denominado Partido Popular Radical, fue un partido político liberal en el Imperio alemán, resultado de la fusión del Partido Progresista Alemán y la Unión Liberal.

## Historia
Los economistas Ludwig Bamberger y Georg von Siemens, así como del político socioliberal Eugen Richter fueron algunos de los principales impulsores de la fusión, en la vista de la próxima ascensión del príncipe heredero Federico III (que era considerado un liberal) al trono, lo cual sucedió finalmente en 1888. Richter aspiraba a construir una fuerza liberal unida en el Reichstag, similar al Partido Liberal del Reino Unido liderado por William Ewart Gladstone. El DFP apoyó la extensión del parlamentarismo en la monarquía constitucional alemana, la separación de Iglesia y el Estado, así como la emancipación judía.
El DFP recibió el 17,6 % de los votos en las elecciones de 1884, lo que representó una caída del 3,6 % a partir de los resultados combinados de sus partidos creadores en la elecciones de 1881. El principal beneficiado de esta defección fue el Partido Conservador Alemán, que apoyaba a las políticas del canciller Otto von Bismarck. En la elecciones de 1887, el DFP volvió a perder la mitad de sus escaños, descendiendo a 32 parlamentarios en el Reichstag.
Durante estos años en que el partido perdió influencia, las diferencias entre "progresistas" y liberales de centro-derecha aumentaron hasta un punto irreconciliable. Tras la dimisión de Bismarck en 1890, los miembros del partido perdieron su adversario común, y de hecho, el único motivo que a esas alturas les unía. En 1893 el partido dividió en dos nuevas formaciones políticas: el Partido Popular Librepensador (FVp), que apoyaba al canciller Leo von Caprivi, y la Unión Librepensadora (FrVgg). Años después, en 1910, se procedió a una reunificación de los liberales cuando los dos partidos liberales, ya muy debilitados, se fusionaron con el Partido Popular Alemán para formar el Partido Popular Progresista (FVP).

## Miembros destacados

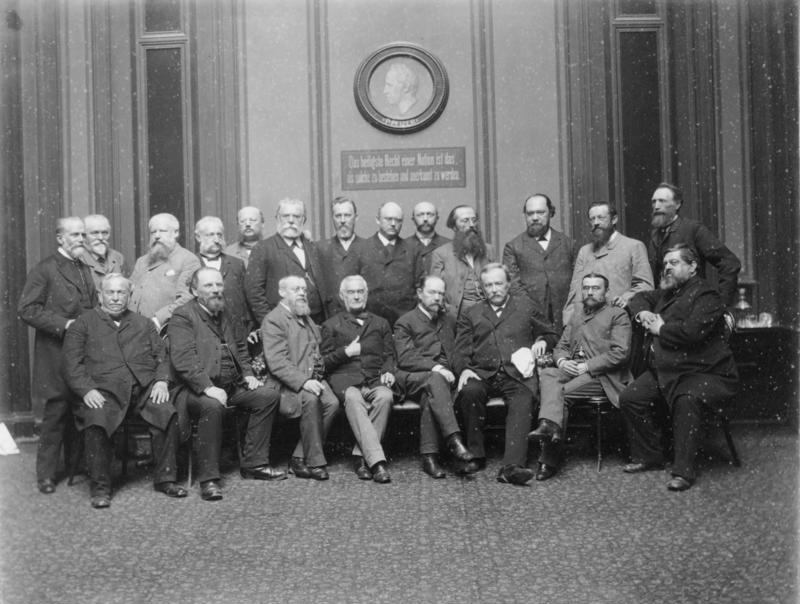
Miembros del partido en el Reichstag, 1889

- Ludwig Bamberger
- Theodor Barth
- Max von Forckenbeck
- Albert Hänel
- Max Hirsch
- Albert Kalthoff
- Ludwig Loewe
- Theodor Mommsen
- Eugen Richter
- Georg von Siemens
- Rudolf Virchow